# Geoinformatyka
Geoinformatyka – dyscyplina naukowa w obrębie nauk informatycznych zajmująca się numerycznym przetwarzaniem i analizowaniem informacji geograficznej (geoinformacji). Jest opisywana także jako nauka i technika zajmująca się strukturą i charakterem danych geograficznych, ich przechwytywaniem, klasyfikacją, przetwarzaniem i wizualizacją. 
Geoinformatyka znajduje zastosowania w wielu dziedzinach, takich jak:
- nawigacja
- kartografia
- geodezja
- GPS
- fotogrametria
- teledetekcja
- analiza danych przestrzennych
- mapowanie

Geoinformatyka różni się od geoinformacji i geomatyki większym udziałem zagadnień informatycznych, głównie związanych z inżynierią oprogramowania, data science, uczeniem maszynowym, eksploracją danych, przetwarzaniem sygnałów i obrazów cyfrowych oraz z systemami teleinformatycznymi.